# Спектр отклика
Спектр отклика (англ. Response spectrum, В нормах б. СССР и РФ для оценки сейсмических воздействий использовалось и продолжает использоваться понятие
спектральный коэффициент динамичности) — огибающая пиковых откликов многих систем с одной степенью свободы (SDOF) с разными периодами. Результирующий график может быть использован для снятия отклика любой линейной системы, учитывая ее собственную частоту колебаний. Одним из таких применений является оценка пиковой реакции зданий на землетрясение. Наука может использовать некоторые значения из спектра отклика земли (рассчитанного по записям поверхностного движения грунта из сейсмографа) для корреляции с сейсмическим повреждением.
Если вход, используемый при вычислении спектра отклика, является стационарным, то фиксируется стационарный результат. Должно присутствовать демпфирование, иначе ответ будет бесконечным. Для нестационарных входных сигналов (таких как движение в сейсмическом грунте) сообщается о пиковом ответе. Обычно предполагается некоторый уровень затухания, однако значение может быть получено даже без затухания.
Спектры откликов также могут быть использованы при оценке отклика линейных систем с несколькими режимами колебания (системы с несколькими степенями свободы), хотя они точны только для низких уровней затухания. Модальный анализ выполняется для идентификации режимов, и ответ в этом режиме можно выбрать из спектра отклика. Эти пиковые ответы затем объединяются для оценки общего ответа. Типичным методом комбинирования является квадратный корень из суммы квадратов (SRSS), если модальные частоты не близки. Результат, как правило, отличается от результата, который будет вычисляться непосредственно из входного сигнала, поскольку информация фазы теряется в процессе генерирования спектра отклика.
Основным ограничением при использовании спектров откликов является то, что они являются универсально применимыми для линейных систем. Спектры отклика могут генерироваться для нелинейных систем, но применимы только к системам с одинаковой нелинейностью, хотя были предприняты попытки разработать спектры нелинейной сейсмической конструкции с более широким структурным применением. Результаты этого не могут быть объединены напрямую для многорежимного ответа.

## Спектры сейсмического отклика
Спектры отклика являются очень полезными инструментами инженерии для анализа характеристик структур и оборудования при землетрясениях, так как многие ведут себя в основном как простые осцилляторы (одна степень свободы). Таким образом, если вы можете узнать частоту структуры, то пик реакции здания можно оценить, просчитав значение из спектра отклика земли для соответствующей частоты. В большинстве строительных норм государств в сейсмических районах это значение служит основой для вычисления сил, которые здание должно выдержать.
В 1941 году в Калифорнии Джордж У. Хауснер начал публиковать расчеты спектров откликов с акселерографа. В 1982 году в монографии «Проектирование и спектры землетрясений» Ньюмарк и Холл описали, как они разработали «идеализированный» спектр сейсмического отклика, основанный на спектре откликов генерируемых для имеющихся записей землетрясений. Затем это было развито в спектр отклика проекта для использования в структурном проектировании, и эта базовая форма (с некоторыми изменениями) теперь является основой для структурного проектирования в сейсмических районах по всему миру (обычно построена по отношению к структурному «периоду», обратной частоте). Предполагается номинальный уровень затухания (5 % от критического затухания).
Для «обычных» малоэтажных зданий структурная реакция на землетрясения характеризуется фундаментальным режимом («размахивание» взад и вперед), и большинство строительных норм позволяет проектировать силы, рассчитываемые на базе спектра отклика и этой частоты, но для более сложных структур часто требуется комбинирование результатов для многих режимов (рассчитанных с помощью модального анализа). В экстремальных случаях, когда структуры слишком нерегулярны, слишком высоки или имеют значение для общества в реагировании на стихийные бедствия, подход с использованием спектра ответа больше не подходит, и требуется более сложный анализ, такой как нелинейный Анализ сейсмостойкости.
Теория спектра отклика разработана в период между 1932 и 1942 годами Морисом Био .